# Vouno
Vouno (in greco Βουνό?; in turco Yukarı Taşkent o Taşkent) è un villaggio di Cipro. È sotto il controllo de facto di Cipro del Nord, dove appartiene al distretto di Girne, mentre de iure appartiene al distretto di Kyrenia della Repubblica di Cipro. Prima del 1974, il villaggio era abitato esclusivamente da greco-ciprioti.
La sua popolazione nel 2011 era di 299 abitanti.

## Geografia fisica
Vouno si trova a circa due chilometri e mezzo dal castello di Buffavento, e a quindici chilometri a sud-est della città di Kyrenia, sulle pendici meridionali della catena montuosa del Pentadaktylos.

## Origini del nome
In greco il nome Vouno significa "collina". Il suo nome deriva dal fatto che si trova a un'altitudine di 380 metri sul livello del mare ed è il villaggio più alto del versante meridionale della catena montuosa del Pentadaktylos. Nel 1975 è stato ribattezzato Taşkent dai turco-ciprioti, dal nome del villaggio di provenienza degli sfollati turco-ciprioti che vi sono stati reinsediati. Essi provenivano dal villaggio di Tokhni, nel sud dell'isola, ma i turco-ciprioti avevano già adottato il nome alternativo di Taşkent per il loro villaggio nel 1958.

## Società

### Evoluzione demografica
Nel censimento ottomano del 1831, i cristiani costituivano gli unici abitanti del villaggio. La popolazione del villaggio è aumentata costantemente, passando da 91 abitanti nel 1891 a 424 nel 1960.
Tutti gli abitanti del villaggio sono stati sfollati nel 1974, quando tra luglio e agosto sono fuggiti dall'avanzata dell'esercito turco verso la parte meridionale dell'isola. Attualmente, come il resto dei greco-ciprioti sfollati, i greco-ciprioti di Vouno sono sparsi in tutto il sud dell'isola, soprattutto nelle città. Il numero dei greco-ciprioti del villaggio sfollati nel 1974 era di circa 540 (525 nel censimento del 1973).
Oggi il villaggio è abitato principalmente da sfollati turco-ciprioti provenienti dal sud dell'isola, soprattutto dal villaggio di Tokhni, ma anche da Limassol e Kalavasos. Nel villaggio vivono anche alcuni cittadini turchi. Secondo il censimento turco-cipriota del 2006, la popolazione complessiva di Taşkent è di 553 abitanti; questa cifra comprende sia il villaggio di Vouno/Taşkent che quello di Sychari/Aşağı Taşkent.